# Ердик

Ердик в Агарцинском монастыре

Ердик (арм. Երդիկ) — световое отверстие в армянской архитектуре, посредством которого в помещение проникал естественный свет. В армянском национальном жилище − глхатуне, посредством ердика освещалась комната.
Формы ердика, размеры, оформление зависели от функционального назначения помещений. В туне он обычно в плане был квадратным (0,5х0,5 м, иногда 0,7х0,7 м), но среди азарашенов иногда и восьмиугольным. В гоми ода ердик в основном был прямоугольным (длина — 0,5-2,2 м, ширина — 0,2-0,35 м). Во всех помещениях, в зависимости от назначения, устанавливалось по несколько ердиков в разных местах перекрытия. Сверху на деревянную рамку ердика ставили каменный квадрат с отверстием посередине или же укрепляли кувшины с отбитым дном. В Гехаркунике, а иногда и в Шираке, на всех брусках, составлявших раму ердика, делались полукруглые выемки с целью лучшего отражения света. Закрывался ердик по-разному. Во многих местах в квадрат светодымового окна крестообразно вставляли металлические прутья во избежание грабежа. На ночь сверху их закрывали дёрном, каменной плитой, деревянным щитом или же, в более поздний период, стеклом в деревянной раме. В главных жилых помещениях у ердиков иногда сооружали своеобразные механизмы, позволяющие закрывать их изнутри, не поднимаясь для этого на крышу.